# Terahuito
Terahuito är en ort i Mexiko.   Den ligger i kommunen Guasave och delstaten Sinaloa, i den västra delen av landet, 1 200 km nordväst om huvudstaden Mexico City. Terahuito ligger 23 meter över havet och antalet invånare är 978.
Terrängen runt Terahuito är mycket platt. Runt Terahuito är det ganska tätbefolkat, med 100 invånare per kvadratkilometer. Närmaste större samhälle är Guasave, 14,8 km väster om Terahuito. Trakten runt Terahuito består till största delen av jordbruksmark.